# Estátua de Tara

A  Estátua de Tara é uma escultura em bronze dourado originária do Sri Lanka A imagem que representa Tara e data do século VIII, foi tirada à força a Sri Vikrama Rajasinha, rei de Candia (Kandy), pelos britânicos quando esses anexaram o Reino de Candia no início do século XIX. Foi dada ao Museu Britânico em 1830 pelo governador do Ceilão britânico (hoje Sri Lanka), Sir Robert Brownrigg.

## História
O budismo teve uma continuidade histórica na ilha do Sri Lanka desde o século III a.C. Essa estátua data do período do Reino de Anuradhapura fundado em 377 a.C, pelo Rei Pandukabhaya. O Budismo desempenhou um papel importante no período de Anuradhapura, influenciando sua cultura, leis e métodos de governança. A deusa Tara mostra evidências da interação cultural do budismo com o hinduísmo. Tara tinha sido uma deusa mãe hindu, mas foi teve seu papel revisado dentro do budismo. Sri Lanka é hoje um país budista Teravada, como são muitos outros países no Sudeste Asiático.
Por algum tempo, pensou-se que essa estátua fosse um modelo da deidade guardiã Pattini, mas hoje se concorda que esta estátua é mesmo de Tara. Esta identificação é evidência clara da presença no período medieval do Budismo Maaiana, bem como a forma Theravada da fé, a qual permite que os budistas adorem seres que não sejam Buda. O Sanga Abhayagiri vihāra do Reino de Anuradhapura um exemplo mais notável. A estátua sugere que Tara pode ter sido adorada como uma divindade e não apenas como o consorte de um deus masculino.

## Descrição
A escultura representa a figura em pé de uma deidade feminina, sendo feita em bronze com o uso do processo de cera perdida. A estátua tem cerca de três quartos de tamanho real de uma mulher comum e foi dourada para criar a aparência luxuosa e brilhante. A parte superior do corpo da deusa está nu com uma peça de vestuário inferior amarrada aos quadris com uma bainha de quase um tornozelo. A mão direita de Tara é mostrada no gesto de dar, enquanto sua mão esquerda parece ter segurado uma flor de lótus, hoje perdida. A figura possui uma coroa alta dominada por um medalhão. A abertura na coroa deve ter mantido uma grande pedra preciosa. A estátua é o único exemplo conhecido de Anuradhapura desse tamanho que ainda sobrevive. Teria sido valiosa não apenas por sua aparência, mas também pelo modo de sua fabricação. A estátua não é oca, mas feita de um metal caro usando uma técnica tecnicamente avançada, a de cera perdida.

## Descoberta
Consta que essa rara escultura teria sido foi tomada pelo então governador britânico, Sir Robert Brownrigg, do último rei de Cândia, Sri Vikrama Rajasinha, quando os britânicos anexaram seu reino. Mais tarde, Brownrigg  tarde a doou ao Museu Britânico na década de 1830. No entanto, essa versão é rejeitada pelas autoridades britânicas que acreditam que a estátua foi simplesmente encontrada no início dos anos 1800 em algum lugar entre Trincomalee e Batticaloa na costa leste do Sri Lanka e posteriormente adquirida por Sir Robert Brownrigg. Cândia veio a ser domínio britânico em março de 1815 sob os termos da Convenção Kandyan que foi organizada por Brownrigg.

## Sensualidade
Quando o Museu Britânico adquiriu a estátua, na década de 1830, havia preocupações com o fato de os grandes seios expostos, cintura estreita e quadris curvilíneos serem vistos como muito eróticos para o público, de modo que foi mantida fora da vista por trinta anos. A estátua só estava disponível para os estudiosos, mesmo que nunca tenha havido dúvidas de que o propósito da mesma sempre foi religioso, não de evocar desejos sensuais. Esse estudo acadêmico é estranhamente uma reminiscência do status antigo da estátua no Sri Lanka. Pensa-se que a estátua só teria sido vista no Sri Lanka por sacerdotes e monges escolhidos e que não teria sido vista pela população geral de budistas. O Museu Britânico tinha uma série de itens que, a partir de 1830, eram considerados eróticos. Na década de 1860, eesa sala de objetos foi rotulada como o “Secretum” do museu.

## Réplica
Há uma réplica desta estátua no Museu Nacional de Colombo no Sri Lanka.